# Distretto di Nadir Shah Kot
Il distretto di Nadir Shah Kot è un distretto dell'Afghanistan appartenente alla provincia di Khowst. Viene stimata una popolazione di  30 400 abitanti (dato 2012-13).